# Ficus pellucidopunctata
Ficus pellucidopunctata là một loài thực vật có hoa trong họ Moraceae. Loài này được Griff. mô tả khoa học đầu tiên năm 1854.